# Подарок феи
«Подарок феи» (узб. Pari sovg’asi; также известен как: «Подарок Пери») — фильм-сказка российско-узбекского режиссёра и актёра Фархада Махмудова. Фильм снят кинокомпанией «Вега» по заказу Агентства кинематографии Узбекистана и участии Министерства культуры РФ в 2022 году.

## Производство
Это первая режиссёрская работа Фархада Махмудова. «Подарок феи» — второй ко-продукционный фильм, снятый совместно российскими и узбекскими кинематографистами. По словам Фархада Махмудова, изначально планировалось снимать картину в Тунисе, однако в итоге было решено снимать фильм в Хиве, в том числе на территории архитектурного памятника Ичан-кала. Большая часть актёров — представители узбекского кинематографа. Также в съёмках фильма принял участие заслуженный артист России Николай Добрынин, который исполнил роль отца главного героя. Озвучивание фильма проходило в студии на киноконцерне «Мосфильм».

## Сюжет
Фильм-сказка «Подарок феи» повествует о прекрасном молодом принце, который ищет лекарство для спасения своего тяжелобольного отца. В ходе своих поисков принц сталкивается с множеством различных испытаний и приключений, но все их с успехом преодолевает, и в итоге не только спасает отца и королевство, но и находит настоящую любовь.

## Премьера
Премьера фильма в Узбекистане состоялась 30 июня 2022 года в рамках Дней молодёжи в летнем кинотеатре ташкентского филиала ВГИК. Также фильм был показан на Международном ташкентском кинофестивале «Жемчужина Шелкового пути» осенью 2022 года. 
Мировая премьера фильма состоялась 20 января 2024 года.